# Армязь (река)
Армя́зь — река в России, течёт по территории Камбарского района Республики Удмуртия. Один из основных правобережных притоков Шольи.
Длина реки составляет 14 км.
Начинается на высоте 80 м над уровнем моря в деревне Нижний Армязь. Устье реки находится на высоте 63 м над уровнем моря в 0,5 км по правому берегу реки Шолья около северо-западной окраины села Шолья.

## Данные водного реестра
По данным государственного водного реестра России относится к Камскому бассейновому округу, водохозяйственный участок реки — Кама от Воткинского г/у до Нижнекамского г/у без рек Буй (от истока до Кармановского г/у), Иж, Ик и Белая, речной подбассейн реки — бассейны притоков Камы до впадения Белой. Речной бассейн реки — Кама.
Код водного объекта в государственном водном реестре — 10010101412111100015915.